# Roy Fedden
Sir Alfred Hubert Roy Fedden (* 6. Juni 1885; † 21. November 1973) war ein britischer Luftfahrtingenieur.
Fedden hatte wesentlichen Anteil an der Entwicklung des Sternmotors als leistungsfähigem Flugzeugantrieb. Er machte eine Ausbildung bei Bristol Motors und ging 1906 zu Brazil Straker, wo er den erfolgreichen PKW Shamrock entwickelte. Dort wurde er 1914 Chefkonstrukteur. Mit der Übernahme von Straker durch Cosmos Engineering und dem anschließenden Kauf von Cosmos durch Bristol 1920 wurde Fedden Leiter der Motorenabteilung bei Bristol Aeroplane Company. 
Er entwickelte dort in den 1920er-Jahren eine Reihe erfolgreicher Motoren, etwa den Bristol Jupiter. Für die Entwicklung leistungsfähiger Schiebermotoren wurde er 1942 zum Knight Bachelor geschlagen. 1945 machte er sich mit der Roy Fedden Ltd. selbständig und entwarf Fahrzeuge und Flugzeuge, jedoch ohne Erfolg. Für kurze Zeit war er für Dowty als Berater tätig. Schließlich erteilte er Unterricht an der Cranfield University.
Seine Tochter Mary Fedden (1915–2012) war eine bekannte Künstlerin.